# Ісетський район
Ісе́тський район (рос. Исетский район) — муніципальний район в складі Тюменської області, Росія.
Адміністративний центр — село Ісетське.

## Географія
Район розташований в південно-західній частині Тюменської області. Межує: на південному заході — з Курганською областю, на північному заході — з Свердловською областю, а також — з Тюменським, Ялуторовським та Упоровським районами Тюменської області.

## Історія
Ісетський район утворено 3 листопада 1923 року у складі Тюменського округу Уральської області з територій колишніх Архангельської, Бобилевської, Верх-Бешкільської, Денисовської, Ісетської, Красновської, Красногорської, Мінінської, Слободобешкільської та Шороховської волостей Ялуторовського повіту Тюменської губернії. До складу району увійшли 27 сільрад: Архангельська, Бархатовська, Батеневська, Бобилевська, Верхньобешкільська, Гаєвська, Денисовська, Єршинська, Ісетська, Кірсановська, Красновська, Красногорська, Кукушкинська, Лобановська, Малишевська, Мінінська, Онуфрієвська, Рафайловська, Сизиковська, Скородумська, Слободобешкільська, Солобоєвська, Спливаєвська, Станиченська, Сунгуровська, Теренкульська та Шороховська. 7 червня 1924 року утворена Логовська сільрада.
17 червня 1934 року район увійшов до складу Челябінської області, 7 грудня — до складу Омської області. 20 жовтня 1937 року до складу району увійшла Верх-Інгалінська сільрада Ялуторовського району. 7 вересня 1939 року до складу району увійшла Турушевська сільрада Шатровського району Челябінської області. 19 вересня 1939 року ліквідовані Бобилевська, Верх-Інгалінська, Гаєвська, Єршинська, Логовська, Малишевська, Сизиковська, Сунгуровська та Юрт-Сунгуровська сільради. 6 лютого 1943 року район увійшов до складу Курганської області. 14 серпня 1944 року район увійшов до складу Тюменської області.
17 червня 1954 року ліквідовані Бархатовська, Батеневська, Ісетська, Кірсановська, Красногорська, Слободобешкільська, Спливаєвська та Станиченська сільради, Лобановська та Турушевська сільради об'єднані в Бобилевську. 23 лютого 1956 року утворена Комунарівська сільрада. 8 грудня 1960 року Теренкульська сільрада перейменована в Ісетську. 18 липня 1961 року ліквідовані Архангельська, Онуфрієвська та Шороховська сільради. 1 лютого 1963 року ліквідований, територія увійшла до складу укрупненого Ялуторовського сільського району. 30 грудня 1966 року район був відновлений у попередніх кордонах. 20 липня 1967 року утворені Бархатовська та Слободобешкільська сільради. 28 березня 1987 року утворена Кіровська сільрада. 25 травня 1991 року утворена Архангельська сільрада. 13 березня 1992 року утворена Верх-Інгалінська сільрада.

## Населення
Населення району становить 24878 осіб (2020; 25318 у 2018; 26061 у 2010, 26565 у 2002).

## Адміністративно-територіальний поділ
На території району 16 сільських поселень:
| Поселення                             | Площа, км² | Населення, осіб (2002) | Населення, осіб (2010) | Населення, осіб (2018) | Населення, осіб (2020) | Центр           | Населені пункти |
| ------------------------------------- | ---------- | ---------------------- | ---------------------- | ---------------------- | ---------------------- | --------------- | --------------- |
| Архангельське сільське поселення      | 67,97      | 912                    | 838                    | 804                    | 767                    | Архангельське   | 1               |
| Бархатовське сільське поселення       | 123,31     | 1188                   | 1137                   | 1168                   | 1124                   | Бархатово       | 3               |
| Бобилевське сільське поселення        | 119,08     | 890                    | 818                    | 790                    | 769                    | Бобилево        | 5               |
| Верхньобешкільське сільське поселення | 78,29      | 592                    | 615                    | 602                    | 584                    | Верхньобешкіль  | 2               |
| Верхньоінгальське сільське поселення  | 32,71      | 480                    | 484                    | 477                    | 460                    | Верхній Інгал   | 1               |
| Денисовське сільське поселення        | 228,36     | 526                    | 514                    | 503                    | 473                    | Денисово        | 1               |
| Ісетське сільське поселення           | 54,23      | 7227                   | 7489                   | 7435                   | 7525                   | Ісетське        | 2               |
| Кіровське сільське поселення          | 27,61      | 1039                   | 1099                   | 969                    | 895                    | Кіровський      | 1               |
| Комунарівське сільське поселення      | 174,22     | 2130                   | 1967                   | 1953                   | 1920                   | Комунар         | 3               |
| Красновське сільське поселення        | 376,04     | 1312                   | 1335                   | 1248                   | 1197                   | Красново        | 5               |
| Мінінське сільське поселення          | 150,21     | 1210                   | 1098                   | 1006                   | 990                    | Мініно          | 3               |
| Розсвітівське сільське поселення      | 137,05     | 1113                   | 1068                   | 1064                   | 1037                   | Розсвіт         | 1               |
| Рафайловське сільське поселення       | 172,14     | 1685                   | 1622                   | 1561                   | 1500                   | Рафайлово       | 4               |
| Слободобешкільське сільське поселення | 160,33     | 1382                   | 1375                   | 1295                   | 1233                   | Слобода-Бешкіль | 1               |
| Солобоєвське сільське поселення       | 434,16     | 2285                   | 2224                   | 2135                   | 2112                   | Солобоєво       | 5               |
| Шороховське сільське поселення        | 415,49     | 2594                   | 2378                   | 2308                   | 2292                   | Шорохово        | 3               |

## Найбільші населені пункти
| № | Населений пункт | Населення, осіб (2002) | Населення, осіб (2010) |
| - | --------------- | ---------------------- | ---------------------- |
| 1 | Ісетське        | 7216                   | 7479                   |
| 2 | Шорохово        | 2232                   | 2068                   |
| 3 | Комунар         | 1576                   | 1517                   |
| 4 | Слобода-Бешкіль | 1382                   | 1375                   |
| 5 | Рафайлово       | 1181                   | 1226                   |
| 6 | Солобоєво       | 1204                   | 1204                   |
| 7 | Кіровський      | 1039                   | 1099                   |
| 8 | Розсвіт         | 1113                   | 1068                   |